# Cadeia da Relação

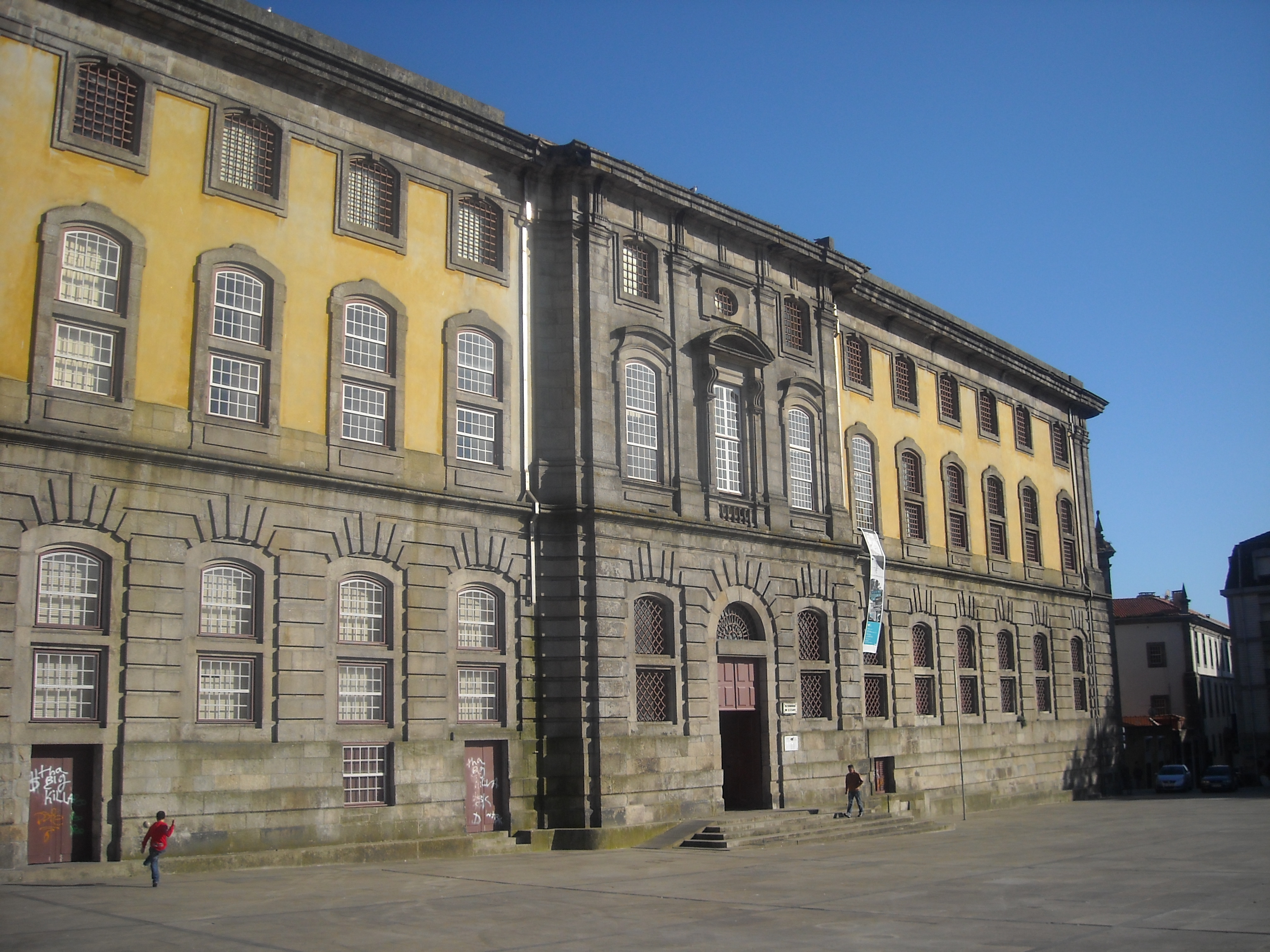
La Cadeia da Relação: façana principal

La Cadeia da Relação és un edifici històric de la ciutat de Porto (Portugal).

## Instal·lacions anteriors
Creada el 27 de juliol de 1582, el Tribunal da Relação do Porto, per falta d'instal·lacions pròpies, va començar a funcionar a l'Antiga Casa da Câmara, al Carrer de São Sebastião, a l'edifici que, per aquest motiu, va passar també a ser conegut com a Paço de la Rolaçon. Pocs anys després, el Tribunal es va transferir al palau dels Comtes de Miranda (on va romandre fins a 1608) al desaparegut Largo do Corpo da Guarda, que quedava al cim del carrer que encara existeix amb aquesta denominació. Els desembargadors (jutges del tribunal) eren obligats a usar barba llarga i a no fer visites.
La Relació es va mantenir en activitat, sense seu pròpia, durant més de vint anys. Va ser en 1603 quan Filipe II va ordenar que es construira una casa per rebre la Relação i la presó (Cadeia). També aquesta, sofria del mal del Tribunal - la falta d'instal·lacions.
Va estar, primer, a l'Albergaria dos Palmeiros (1461), que quedava prop de l'actual Carrer de São João; apareix referenciada, en 1490, a una casa entre els carrers Chã das Eiras i de Sant António do Penedo, a una artèria que feia poc que es deia Travessa da Cadeia; després es va instal·lar (1504) a una casa junt a la sé i més tard als baixos de l'Antiga Casa da Câmara.
L'ordre de Felip II, no obstant això, només va començar a ser complerta en juliol de 1606, quan sota la direcció del corregidor Manuel Sequeira Novais, es va donar inici a les obres al Camp do Olival. Els treballs van durar tres anys i van ser pagats, en gran part, amb diners provinents de les remissions dels deportats per a Àfrica. És a dir, qui era condemnat a la deportació a la 'costa d'Àfrica' podia pagar una determinada quantia, eludint la pena que passava a complir ací.
L'edifici, considerat enorme, va costar tant diners que durant el temps de la seua construcció no van ser fetes més obres a la ciutat. No obstant això, deu haver sigut mal construït perquè el dia 1 d'abril de 1752, en Dissabte de Glòria, va col·lapsar completament i la Relação va tornar a les instal·lacions de la Câmara Municipal.

## Edifici actual

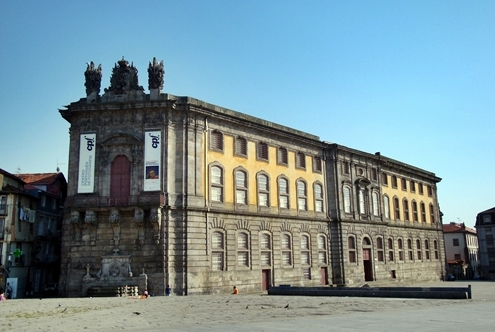
La Cadeia da Relação: vista general

En 1765, sobre els enderrocs de l'anterior seu de la Relação e da Cadeia es va començar a construir un nou edifici per iniciativa del regedor das Justiças e governador das Armas de Porto, João de Almada e Melo, seguint un plànol de l'enginyer i arquitecte Eugénio dos Santos, que va ser un dels executors de la Lisboa pombalina.
Va ser, no obstant això, continuada per l'oficial d'enginyeria Francisco Pinheiro de la Cunha, per mort d'Eugénio dos Santos. L'obra va costar 200 contos de réis, va durar trenta anys, i va quedar acabada en 1796. Va albergar la seu del Tribunal da Relação i va servir de presó.
És un dels edificis de referència en la història de Porto. Les masmorres tenien noms de sants: Santo António, Sant'Ana, per a homes; Santa Teresa per a dones; i Santa Rita per a menors. La presó taller estava sota la protecció del Senyor de Matosinhos i les presons de càstig tenien per patró Sant Víctor. Hi havia a més a més els salons (del Carmo i de São José) per a homes i dones. Es diferenciaven de les cel·les per tenir el sòl de fusta però es pagava per a quedar-se en elles 1$500 réis.
A la sala del tribunal hi havia una capella perquè les Ordenações do Reino determinaven que "el governador acollirà un sacerdot, que tots els dies al matí, diga missa a la casa de la Relação, a l'oratori o lloc que per a això s'ordene…" Els presos escoltaven la missa des de les reixes de les presons i corredors que donaven al vestíbul. Però com tot i així no hi havia capacitat per a tanta gent, la missa era un Diumenge per als detinguts de determinades cel·les i un altre Diumenge per als de les altres presons.

## Visitants il·lustres

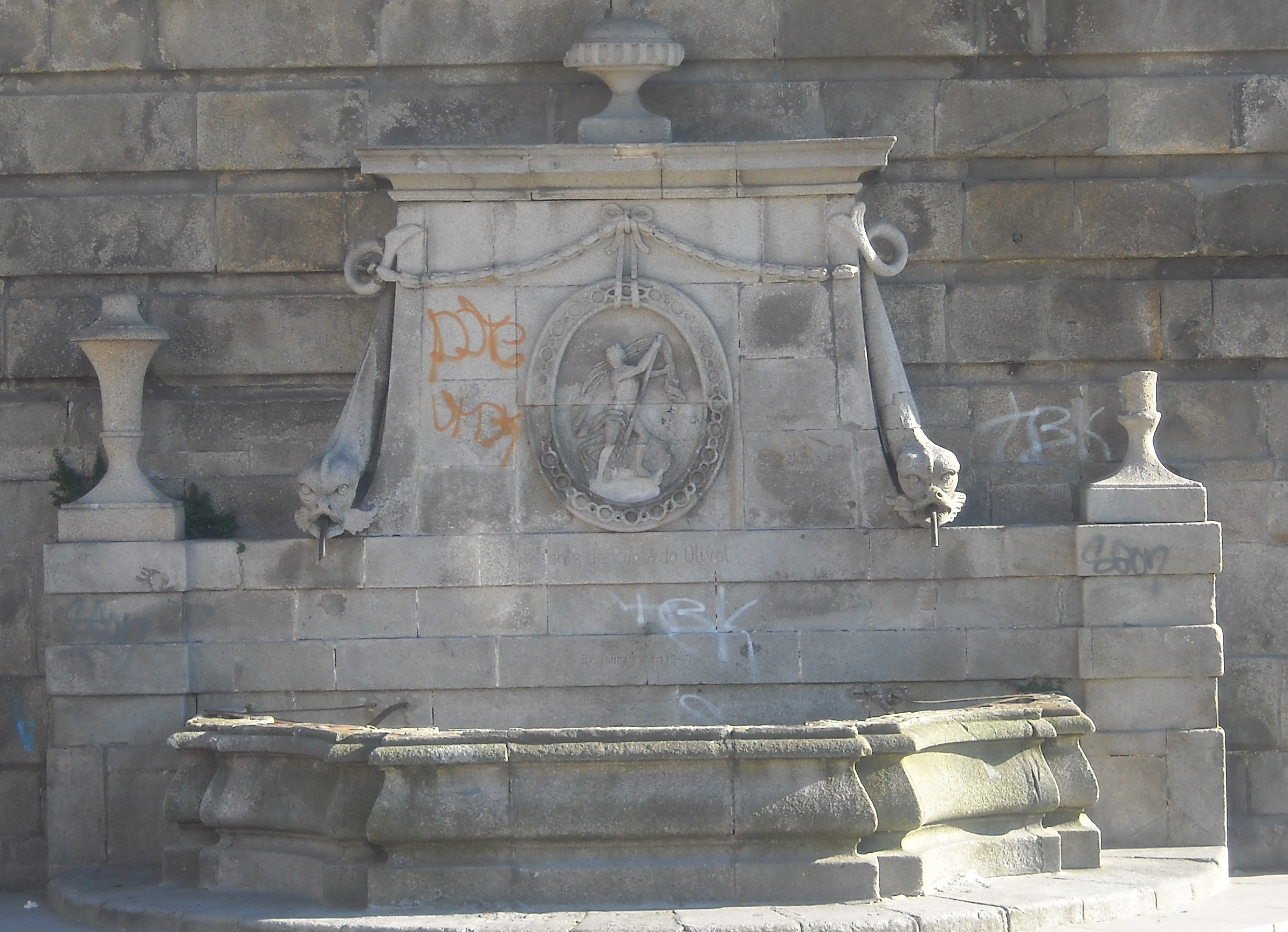
La Cadeia da Relação: font de Neptú.

Pel número 8 dels anomenats quartos de Malta (eren catorze) van passar, per exemple, els Màrtirs de la Pàtria, el duc de Terceira (António José de Menezes Severim de Noronha) lloc-tinent de la reina Maria II de Portugal a les províncies del Nord, detingut en octubre de 1846; juntament amb diversos generals i oficials.
Camilo Castelo Branco va ocupar en 1860 el quarto de São João, mentre que Ana Plácido era recollida al pavelló de les dones, acusats, ambdós, del crim d'adulteri.
A la cel·la que Camilo va ocupar va ser reclòs més tard el cèlebre banquer Roriz. I, en el quarto a continuació a aquest, Urbino de Freitas, professor de la Facultat de Medicina, acusat d'assassinar per envenenament els nebots per quedar-se la seua herència.
El saltejador Zé do Telhado, el cabdill miguelista Pita Bezerra i el periodista polític João Chagas també van conèixer les cel·les de la vella cadeia.

## La fi de la cadeia
En 1961 es va començar a construir la nova presó de Porto, a Custóias, amb planol de l'arquitecte Rodrigues Lima. No obstant això, l'estructura inicial va ser abandonada i l'edifici que es pretenia construir, mai es va acabar. Va ser ràpidament ocupat pels reclusos de la Cadeia da Relação, per raons de força major i d'acord amb una determinació superior, el 29 d'abril de 1974.
Així el nou Estabelecimento Prisional do Porto, a Custóias, va passar a rebre irregularmente reclusos preventius - que havien d'esperar judici prop del lloc del tribunal, com esdevenia a la ciutat de Porto - va ser ampliat per augmentar la seua capacitat, i va substituir completament la Cadeia da Relação.
En 1974, es va produir l'ocupació revolucionària de l'edifici. Diverses famílies i grups no familiars van buscar abric a l'edifici i durant molt de temps l'edifici va sofrir un desgast inesperat, degradant-se ràpidament.
Freqüentment, l'antiga Cadeia da Relação va ser ocupada amb altres finalitats, con ara que funciona com a Centre Portugués de Fotografia, i que manté la cel·la on Camilo va estar arrestat.

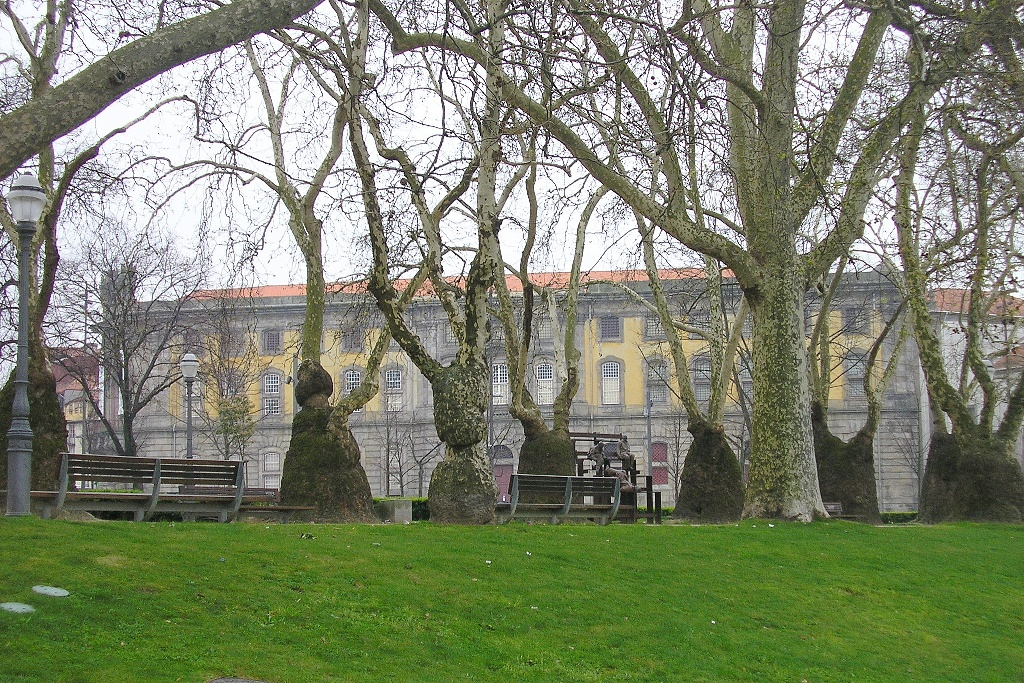
Cadeia da Relação vista des del Jardí de João Chagas.

## Renovació i ús present
L'Institut Portugués del Patrimoni Arquitectònic va iniciar els treballs de restauració de l'edifici en 1988, amb projecte de l'arquitecte Humberto Vieira, però no tenia cap programa d'utilització.
En 1997 va ser creat el Centre Portugués de Fotografia i establert, pel Ministeri de Cultura, que tindria seu a l'antiga Cadeia da Relação. Les primeres exposicions es van inaugurar en desembre de 1997, i la planta baixa funcionava com a espai d'exposició fins al desembre de 2000. En aquesta data l'edifici va ser tancat per acabar-se les obres de renovació i adequació de l'edifici a la noves funcions. El projecte va ser confiat als arquitectes Eduardo Souto Moura i Humberto Vieira.
La Cadeia e Tribunal da Relação do Porto va reobrir en octubre de 2001, i allotja ara tots els serveis del Centre Portugués de Fotografia.